# 橋本志穂
橋本 志穂（はしもと しほ、本名:井口 志穂（いぐち しほ）、旧姓：橋本、1967年9月15日 - ）は、日本のタレント・フリーアナウンサー。大学生時代に、NHK福岡放送局のアシスタントを務める。その後、福岡放送（FBS）のアナウンサーとなるが、後にフリーに転身した。2009年6月までは石井光三オフィスに所属した。夫はたけし軍団のガダルカナル・タカ。

## 経歴
福岡県福岡市出身。 小学生時代から陸上競技選手として活動。特に小学生時代には虚弱体質を改善するため、父からの厳しい指導の下でトレーニングを積んだという。筑紫女学園高等学校、福岡大学体育学部卒業。(中学から高校にかけて第1-3回全国都道府県対抗女子駅伝と第1・2回横浜国際女子駅伝に出場している。）大学で体育教師の資格を取得。大学生時代にNHKでニュースキャスターを務める。
大学卒業後の1990年、FBSに報道記者として入社。後にアナウンサーに転籍した。夫のガダルカナル・タカとはFBSの番組での共演をきっかけに交際を始めた。1994年に結婚してFBSを退社し、上京した。それ以降は石井光三オフィスに所属してフリーアナウンサー・タレントとして活動した。2009年6月30日、石井光三オフィスとの契約を終了した。

## 人物
- 156cm、45kg、A型、乙女座。
- 趣味は、節約、バイオリン、ピアノ、ゴルフ、音楽鑑賞、アルゼンチンタンゴ、バンド活動（ヴォーカルを担当）
- 特技は、パソコン早打ち、犬のしつけ。
- 好物は、寿司、焼肉、ラーメン、カレー。
- 嫌いな物は、くさや、パクチー。
- 資格は、中学・高校保健体育教師免許、自動車免許。
- グルメレポーターの彦摩呂とは親友であり誕生日も一緒。
- 夫婦共に犬好きであり、愛犬のウェルシュ・コーギー・ペンブローク種であるコワンを飼っている。その子供であるヌーイも生まれている。
- 夫のことを「（たけし）軍団の中では色男」と評している。
- 1994年に結婚。橋本本人は当初、白無垢を着て結婚式をしたかったが、夫がお笑い芸人という事もあり、披露宴では新郎新婦が奇抜なコスプレをして登場。この様子は「爆笑披露宴」と題して各局のワイドショーで取り上げられた。元アナウンサーの橋本が奇抜なコスプレをして登場した事に参列者や報道陣を驚かせた。

## 出演

### テレビ
NHK
- チャレンジ!ホビー「夫婦ゴルフのすすめ」（2010年8月 - 2010年9月、教育テレビ）

夫のガダルカナル・タカと共に生徒役
NTV
- ジパングあさ6 - レギュラー
- 投稿!特ホウ王国 - レギュラー
- 嗚呼!バラ色の珍生!!
- ミラクル☆シェイプ
- 驚き☆ゼミナール6

FBS
- 朝一番!OKINKA-TV
- スーパー漁師列伝2

TBS
- 山田邦子のしあわせにしてよ - レギュラー
- ランキンの楽園

BS-TBS
- ニッポン美味しい笑顔紀行

CX
- 天使のU・B・U・G - レギュラー
- どうーなってるの?!
- なるほど!ザ・ワールド
- 発掘!あるある大事典
- ものまね王座決定戦 - レギュラー
- こたえてちょーだい!
- 情報プレゼンター とくダネ!
- ついていったらこうなった
- 恋する陪審員

THK
- 狙え!キテレツひっと
- 激闘!オレごはん - 司会

KTV
- 痛快!知らぬは男ばかりなり - レギュラー
- 2時ドキッ! - 金曜日レギュラー司会

EX
- タモリ倶楽部
- ぷらちなロンドンブーツ
- うるおい宣言!
- いきなり!黄金伝説。 - 1ヶ月1万円生活
- Matthew's Best Hit TV
- 愛のエプロン
- ロンドンハーツ
- 美味紳助
- 法医学教室の事件ファイル
- クイズプレゼンバラエティー Qさま!!

メ〜テレ（NBN）
- Bella・ - レギュラー

TX
- 出没!アド街ック天国
- 人間発見
- クスリになるテレビ - レギュラー
- 通販バトル - レギュラー
- ド短期ツメコミ教育豪腕!コーチング!!
- 朝はビタミン!
- 主治医が見つかる診療所
- ドライブ A GO!GO!
- レディス4

夫のガダルカナル・タカと共にゲスト
- やりすぎコージー
- 虎ノ門市場

TVO
- 発進!時空タイムス
- 三丁目のポスト

ディノス
- 通販DJ

上新電機
- だったらジョーシン

### ラジオ
TBSラジオ
- サタデーGOGOGO
- 電リクパラダイス!山ちゃん志穂のサンデーバズーカ

### インターネット
- 文部科学省 - 政府インターネットTV[2]

### 書籍
- 橋本志穂のちゃっかり節約術! - がんばらなくても、いつのまにかできちゃう83のテクニック（2006年11月発売、ベストセラーズ）ISBN 4584159920

### CD
- INK TREE 1st SINGLE CD "After The Rain"（2005年10月9日発売）